# Leuronotus spatulatus
Leuronotus spatulatus là một loài bọ cánh cứng trong họ Cerambycidae.